# Raphael Rivera
Pour les articles homonymes, voir Rivera.
Rafael Rivera est un éclaireur mexicain et le premier non Amérindien à mettre le pied, en 1829, dans la vallée de Las Vegas,,,. Il fait partie des soixante hommes qui accompagnent Antonio Armijo pour établir une route commerciale, appelée Old Spanish Trail, entre le Nouveau-Mexique et Los Angeles. Le jour de Noël, alors que la caravane s'arrête à environ 160 kilomètres au nord-est de l'actuel Las Vegas, une équipe d'éclaireurs est envoyée vers l'ouest à la recherche d'une source d'eau. Rivera, manquant d'expérience, s'éloigne de l'axe et s'aventure vers une zone non explorée. Au bout de deux semaines, il découvre une oasis avec une source abondante, lieu qui deviendra Las Vegas Springs (en), le 13 mai 1844.
Le nom de Rafael Rivera a été donné à un parc et une rue de Las Vegas.

## Sources
- (en) Cet article est partiellement ou en totalité issu de l’article de Wikipédia en anglais intitulé « Raphael Rivera » (voir la liste des auteurs).